# Ballon d'or 1957
Navigation
Édition précédente Édition suivante
Le Ballon d'or 1957 récompensant le meilleur footballeur européen évoluant en Europe a été attribué le 17 décembre 1957 à l'Espagnol Alfredo Di Stéfano.
Il s'agit de la seconde édition de ce trophée mis en place par le magazine français France Football. Seize nations (un vote par nation) ont pris part au vote (Autriche, Belgique, Tchécoslovaquie, Angleterre, France, Grèce, Hongrie, Italie, Pays-Bas, Portugal, Espagne, Suisse, Suède, Turquie, Allemagne de l'Ouest et la Yougoslavie).
Le titre est remporté avec facilité par le néo-Espagnol Alfredo Di Stéfano qui remporte cette année-là la deuxième édition de la Coupe des Champions avec le Real Madrid, puisque douze des seize journalistes le placèrent en première place. 22 joueurs sont présents dans ce classement, il y a cinq Anglais symbolisant le renouveau du football anglais (Billy Wright, Duncan Edwards, Tommy Taylor, Johnny Haynes et le précédent lauréat Stanley Matthews) accompagné par un Gallois (John Charles évoluant en Italie) et un Nord-Irlandais (Danny Blanchflower), on retrouve aux côtés de Di Stéfano deux autres joueurs du Real Madrid avec le Français Raymond Kopa et l'Espagnol Francisco Gento. Le football russe est également bien représenté par Eduard Streltsov, Igor Netto et Lev Yachine tandis que le football hongrois connaît une période délicate pour des raisons politiques bien que Gyula Grosics et Sándor Kocsis figurent au classement, ce dernier s'est exilé en Suisse et une grande partie de l'équipe Budapest Honvéd en a fait de même. Enfin, la Yougoslavie est représentée par l'intermédiaire de Miloš Milutinović, l'Italie par Juan Alberto Schiaffino, l'Autriche par Gerhard Hanappi, l'Allemagne de l'Ouest par Horst Szymaniak, la Suède par Kurt Hamrin et la Tchécoslovaquie par Ladislav Novak.

## Classement complet
| Rang | Nom                | Club                           | Nationalité          | Points |
| 1    | Alfredo Di Stéfano | Real Madrid                    | Espagne              | 72     |
| 2    | Billy Wright       | Wolverhampton WFC              | Angleterre           | 19     |
| 3    | Duncan Edwards     | Manchester United              | Angleterre           | 16     |
| 3    | Raymond Kopa       | Real Madrid                    | France               | 16     |
| 5    | Ladislao Kubala    | FC Barcelone                   | Espagne              | 15     |
| 6    | John Charles       | Leeds /Juventus                | Pays de Galles       | 14     |
| 7    | Eduard Streltsov   | Torpedo Moscou                 | Union soviétique     | 12     |
| 8    | Tommy Taylor       | Manchester United              | Angleterre           | 10     |
| 9    | Jozsef Bozsik      | Budapest Honvéd                | Hongrie              | 9      |
| 9    | Igor Netto         | Spartak Moscou                 | Union soviétique     | 9      |
| 11   | Lev Yachine        | Dynamo Moscou                  | Union soviétique     | 8      |
| 12   | Gyula Grosics      | Budapest Honvéd /Tatabányai SK | Hongrie              | 7      |
| 12   | Francisco Gento    | Real Madrid                    | Espagne              | 7      |
| 14   | Juan Schiaffino    | AC Milan                       | Italie               | 4      |
| 14   | Danny Blanchflower | Tottenham Hotspur              | Irlande du Nord      | 4      |
| 14   | Miloš Milutinović  | Partizan Belgrade              | Yougoslavie          | 4      |
| 17   | Gerhard Hanappi    | Rapid Vienne                   | Autriche             | 3      |
| 17   | Johnny Haynes      | Fulham FC                      | Angleterre           | 3      |
| 17   | Stanley Matthews   | Blackpool FC                   | Angleterre           | 3      |
| 20   | Sándor Kocsis      | Young Fellows Zurich           | Hongrie              | 2      |
| 20   | Horst Szymaniak    | Wuppertaler SV                 | Allemagne de l'Ouest | 2      |
| 22   | Kurt Hamrin        | Juventus Turin /Calcio Padova  | Suède                | 1      |
| 22   | Ladislav Novak     | Dukla Prague                   | Tchécoslovaquie      | 1      |